# Kagiano River
Kagiano River är ett vattendrag i Kanada.   Det ligger i provinsen Ontario, i den sydöstra delen av landet, 900 km nordväst om huvudstaden Ottawa.
I omgivningarna runt Kagiano River växer i huvudsak blandskog. Trakten runt Kagiano River är nära nog obefolkad, med mindre än två invånare per kvadratkilometer.